# The Sound of Silence (película)
The Sound of Silence es una película estadounidense de drama dirigida por Michael Tyburski. Se proyectó en la sección de Competencia Dramática de Estados Unidos en el Festival de Cine de Sundance 2019. La trama se centra en Peter Lucian, interpretado por Peter Sarsgaard, un "sintonizador de la casa", que trabaja en el entorno sonoro de las casas.
Fue estrenada el 13 de septiembre de 2019 por IFC Films.

## Reparto
- Rashida Jones como Ellen Chasen.
- Peter Sarsgaard como Peter Lucian.
- Tony Revolori como Samuel Díaz.
- Austin Pendleton como Robert Feinway.
- Kate Lyn Sheil como Nancy.
- Alex Karpovsky como Landon.
- Bruce Altman como Harold Carlyle.

## Estreno
En abril de 2019, IFC Films adquirió los derechos de distribución de la película. Fue estrenada el 13 de septiembre de 2019.